# 美国国家航空航天局
美国国家航空航天局（英語：National Aeronautics and Space Administration，縮寫作，/ˈnæsə/，音譯：纳萨）是美国联邦政府的独立机构，负责制定執行美国的民用太空计划及進行航空科學和太空科學研究。
1958年7月29日，美国总统艾森豪威尔签署《美國國家航空暨太空法案》创立NASA，1958年10月開始運作，取代前身美國國家航空諮詢委員會（NACA）。自此，NASA負責管理阿波羅登月計劃、太空實驗室和航天飞机等美國太空探索任務。自2006年2月，美国国家航空航天局的愿景是“開拓未來的太空探索，科學發現及航空研究”。美国国家航空航天局的使命是“理解并保护我们依賴生存的行星；探索宇宙，找到地球外的生命；启示我们的下一代去探索宇宙”。在太空计划之外，美国国家航空航天局还长期研究民用和军用航空航天技術。
NASA透過地球觀測系統提升對地球的了解，透過太阳科學研究計劃精進太陽科學。美國國家航空暨太空總署注重於利用先進的機器人太空船如新视野号任務探索太陽系中的所有天體，並利用大型轨道天文台计划及相關計劃研究天體物理學中的主題，例如大爆炸理論。美國國家航空暨太空總署與許多美國國內及國際的組織分享其研究數據。是世界上最大的政府性质航天机构。

## 发展历程

### 初创时期

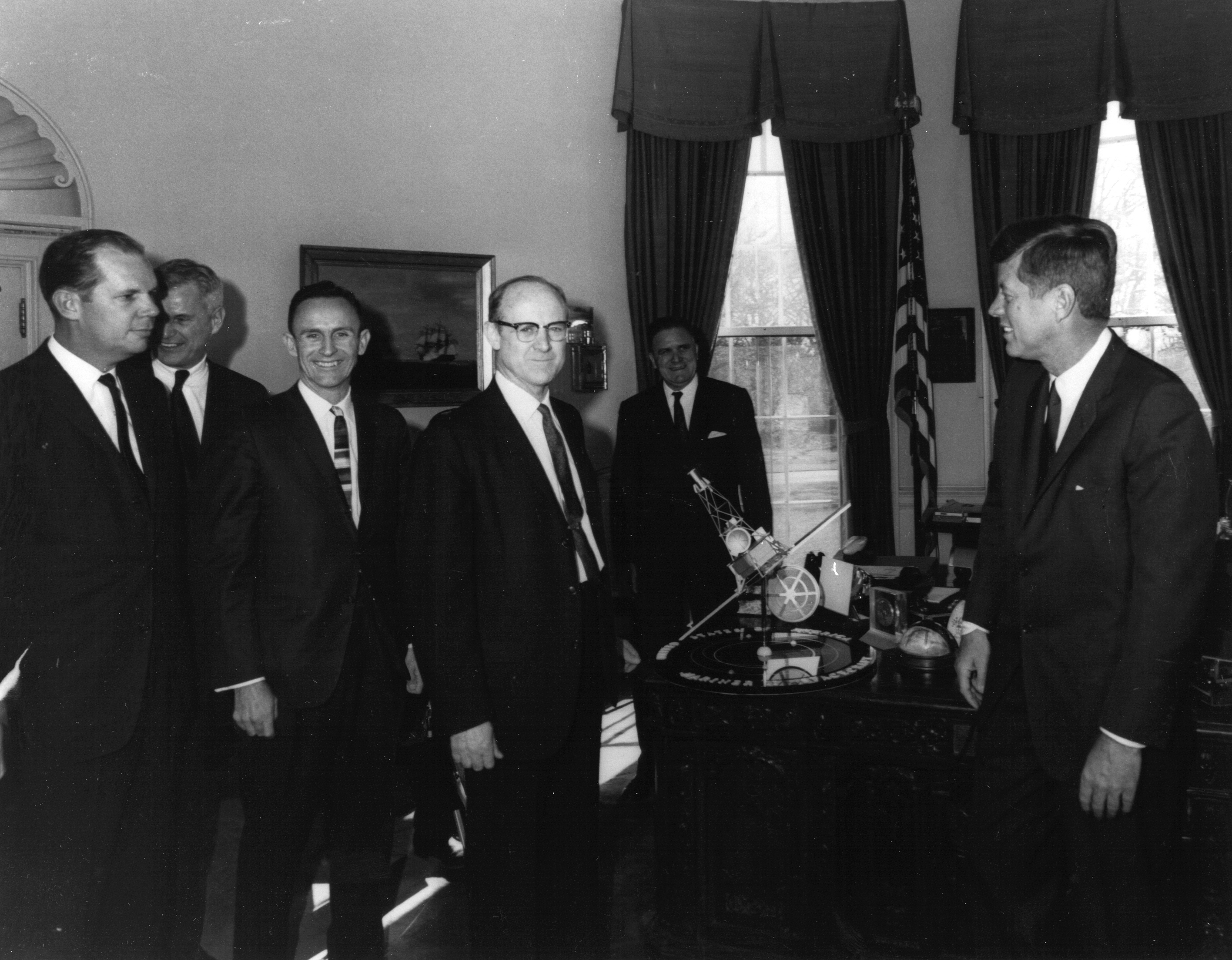
威廉·海达德·皮克林，（中间）喷气推进实验室总监， 总统肯尼迪（右边），NASA管理员 詹姆斯·韦伯（背景是水手号模型）讨论水手号计划

自1946年以来国家航空咨询委员会 (NACA) 一直在实验超音速X-1试验机.1950年代初，面临为国际地球物理年 (1957–58) 发射卫星的巨大挑战，美国 Vanguard计划对此付出很多努力，1957年10月4日苏联发射世界上第一颗人造卫星 之后 ，美国的注意力转向刚刚起步的太空作战 。美国国会对国家安全和技术领导的威胁（被称作）感到震惊，并敦促采取迅速行动， 德怀特·艾森豪威尔总统及其顾问团提出更加深思熟虑的措施。 1958年1月12日，NACA组织了一个由 Guyford Stever领导的“空间特殊技术委员会”。
从美国国家声望和和军事必要性来看，这个斯普特尼克1号挑战是通过一项充满活力的研究和发展的空间征服计划来满足国家的迫切性需求，因此科学研究由国家民间机构负责......NACA有快速推广和扩大其空间技术影响的能力。

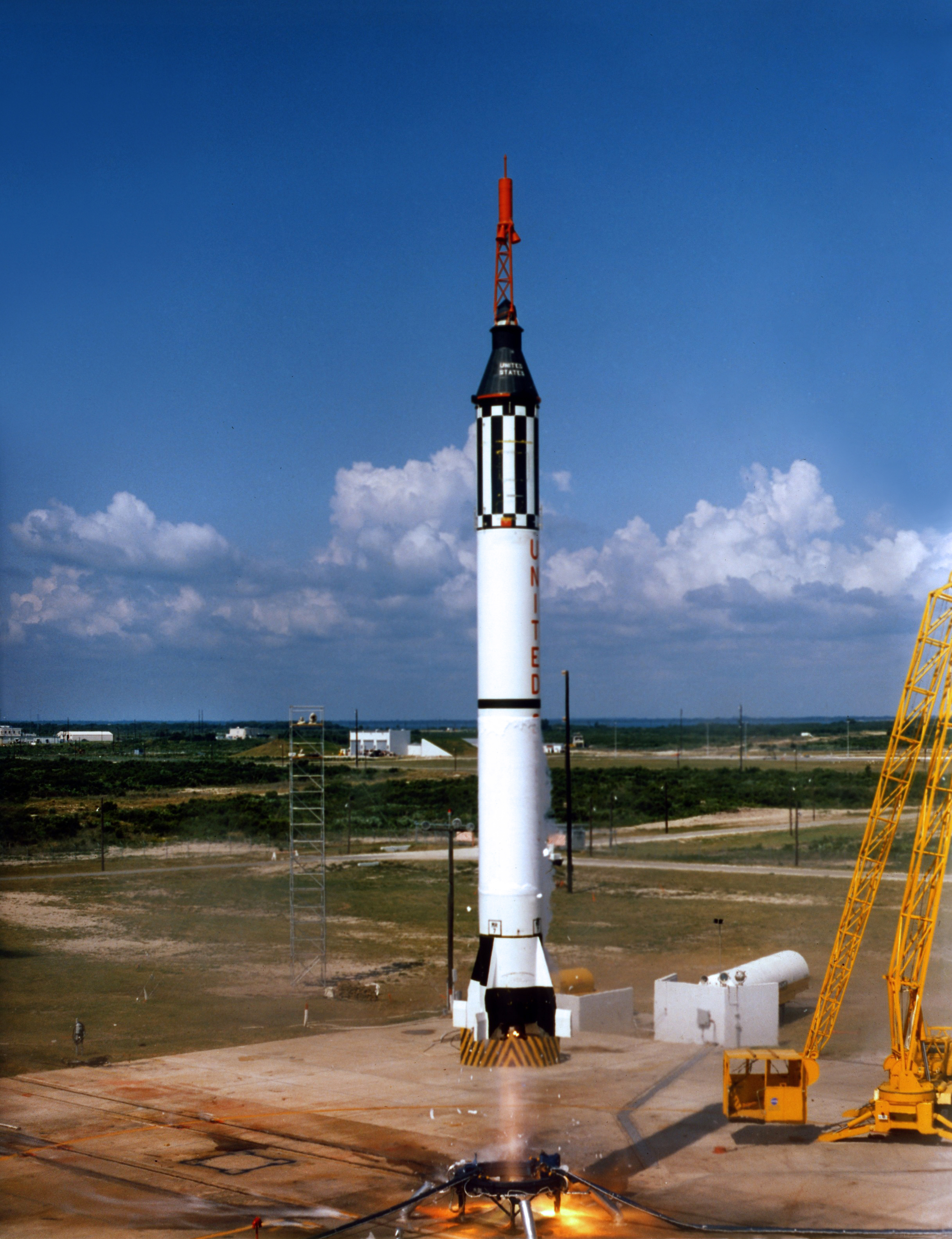
水星-红石3号于1961年5月5日发射，宇航员艾伦·谢泼德成为了第一位进入太空的美国宇航员

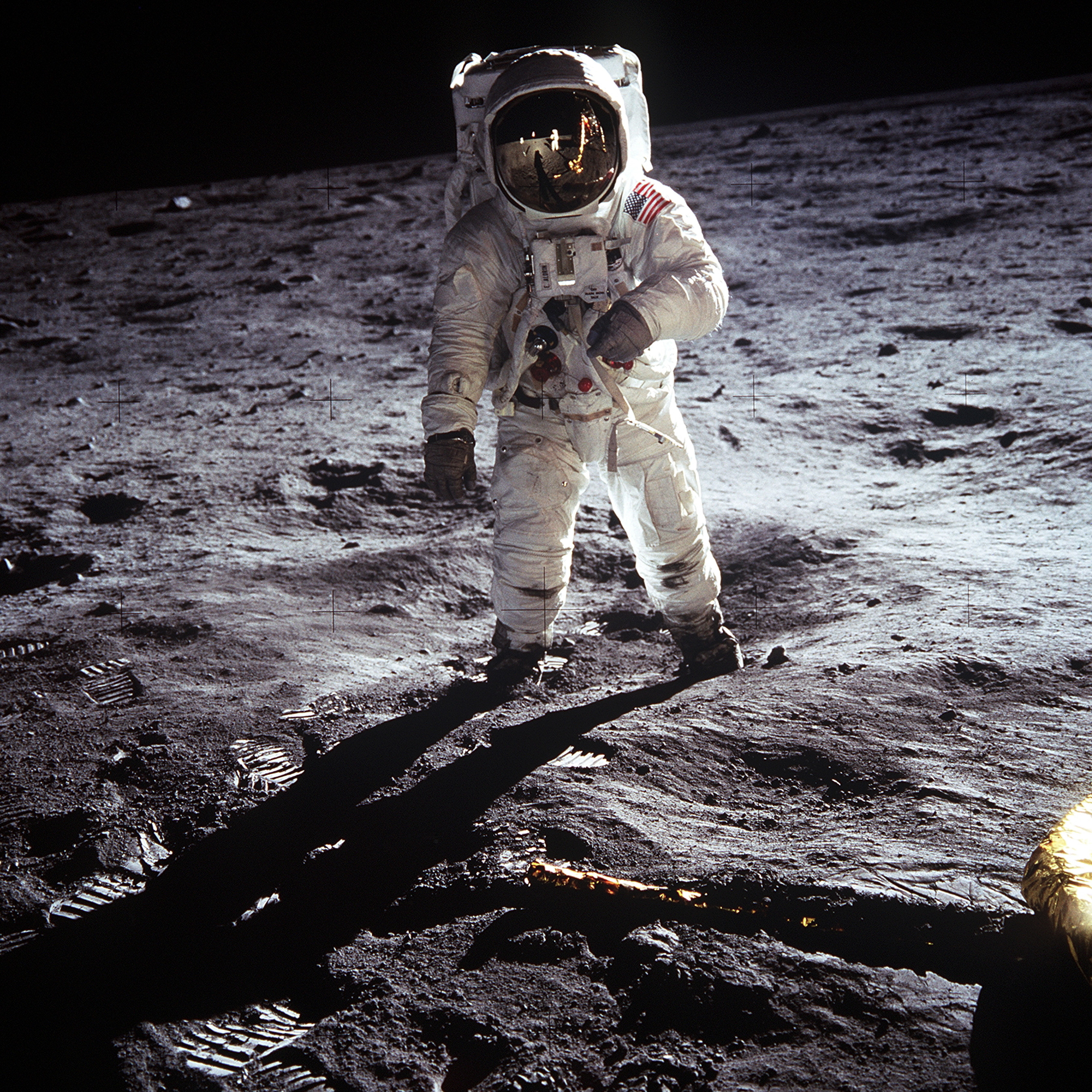
奥尔德林（阿波罗11号）在月球表面行走

当时这个新的联邦机构将进行的是所有非军事太空活动，但是1958年2月成立的國防高等研究計劃署（APRA）从事的却是开发军事用途的空间技术。
1958年7月29日艾森豪威尔总统签署美国航天法，建立了NASA。当它于1958年10月1日开始运作时，NASA完整地接收成立43年的NACA及其8,000名员工，年度预算为1亿美元，三个主要研究实验室（兰利研究中心、艾姆斯研究中心和刘易斯飞行推进实验室）和两个小型测试设施。1959年艾森豪威尔批准了NASA的标志，陆军弹道导弹局和美国海军研究实验室已经成为NASA的一部分，NASA和苏联在进入太空竞赛时的重要贡献者沃纳·冯·布劳恩，也是德国火箭技术的领导者，他借鉴了美国科学家罗伯特·戈达德的早期作品，并在陆军弹道导弹机构（ABMA）工作。美国空军的早期研究和很多ARPA的早期太空计划也被转移到NASA。1958年NASA得到了加利福尼亚理工学院运营的承包设施喷气推进实验室的控制权。

### 太空竞赛（1957-1958）
蘇聯於1957年10月4日成功将第一枚人造卫星送入太空后，美国的注意力转移到自己正在起步的太空工業發展。國會受此震撼，要求政府立即採取行動，但艾森豪總統與其顧問團則認為應該更審慎地考量，在數個月的商議後，認為有必要成立一個全新的政府機構，以領導所有非軍事太空行動。
美國的第一顆環地球人造衛星「探險者1號」在1958年2月1日發射昇空。同年7月29日，艾森豪總統簽署了NASA的成立，1958年10月1日NASA正式成立。NASA以擁有46年歷史的研究機構國家航空諮詢委員會（NACA）的四個主要實驗機構與其中80名成員改組而成。由在戰後移民至美國的前德國火箭專家沃纳·冯·布劳恩所領導的德國火箭計劃，對於美國進入太空競賽領域有著重大的貢獻，被譽為「美國太空計劃之父」。陸軍彈道飛彈署和美國海軍研究實驗室的一部份也整合到NASA的組織裡。

### 水星计划（1958-1963）
水星计划是美国的第一个载人航天计划，于1958年启动。1959年4月9日，美国宇航局在110名飞行员中甄选出7名作为参加该计划的首批航天员，其中有6名先后进入太空。
1961年5月5日，即苏联航天员尤里·加加林首次进入太空后不到一个月，艾伦·谢泼德乘坐自由七号（水星-红石3号）进入亚轨道绕地球飞行，成为第一个进入太空的美国人。1962年2月20日，约翰·格伦 乘坐友谊七号进行了进行了三次完整的轨道飞行，为美国宇航局的第一次轨道太空飞行。第六次也是最后一次水星任务由戈尔登·库勃于1963年5月执行，其在34小时内进行了22次轨道飞行。水星计划从1961年到1963年实行了六次载人飞行，为美国的之后的载人航天计划积累了经验。

### 登月（1961-1972）
原本，阿波罗计划在水星计划和双子星座计划结束后启动，且未计划登陆月球。由于美国和苏联之间冷战的升级，1961年5月25日，总统约翰·肯尼迪在国会联席会议上发表讲话，宣称美国将在1970年以前将一个人送上月球并安全返回地球：
我认为，这个国家应致力于在这个十年结束之前实现人类登月并安全返回地球的目标。在这期间，没有任何一个空间项目会比这个目标给人类留下更深刻的印象，或对太空的长期探索有更重要的意义，也没有任何一项任务会如此艰巨和昂贵。
其在1962年9月于莱斯大学发表的“我们选择登月”演讲中重申了这一承诺。这使载人航天计划被迅速调整，阿波罗计划成为载人登月计划，而双子星座计划则扩大了太空舱，并尝试了太空行走，为阿波罗计划提供航天技能和设备。
1967年2月21日，阿波罗计划首个载人航天任务阿波罗1号发射前突发大火，三名航天员全部牺牲。1968年12月，阿波罗8号首次到达月球，三名宇航员绕月球飞行了10圈，然后安全返回地球。1969年7月20日，尼尔·阿姆斯特朗与宇航员巴兹·奥尔德林乘坐阿波罗11号成功登陆月球。在踏出登月舱之后，阿姆斯特朗说道：“这是我个人的一小步，也是全人类的一大步。”
1970年，阿波罗13号因氧气罐爆炸险些失事。到1972年，共有15个宇航员登月成功。美國宇航局赢得了登月竞赛，但失去了国会批准的高额预算和来自公众的关注和兴趣，约翰逊总统下台之后，其又失去了其主要的政治支持。尽管阿波罗计划一直安排到阿波罗20号，但由于预算紧缩和越南战争的高额支出，阿波罗17号为其画上了句号。

### 行星探索和空间科学（1962至今）
1960年代，NASA启动了行星探索和空间科学项目。水手号计划是当时的旗舰任务，在此计划中发射了一系列探索水星、金星和火星的无人航天器。之后因国会不支持进一步的资助，时任NASA局长詹姆斯·韦伯中止了此项计划。
在阿波罗计划成功之后，NASA恢复了行星探索项目并开始扩展其空间科学项目。首个探索目标为金星，项目包括水手2号，先驱者金星计划，麦哲伦号金星探测器等。随后火星由于其可能适合生命生存的环境而被选作行星探索项目的重要目标。1971年，水手9号称为了第一颗环绕火星的探测器。1975年发射的海盗号任务包括两颗轨道卫星和搭载的登陆器，后者于1976年着陆火星。1996年NASA火星探路者号登陆火星，其搭载的旅居者号是第一辆火星车。2000年后，NASA发射了2001火星奥德赛号作为火星环绕任务，以及2004年登陆的勇气号和机遇号火星车。随后是2005年发射的火星侦察轨道器及2007年发射的凤凰号火星探测器。2012年发射的好奇号火星车发现了火星上的辐射水平和国际空间站类似，以及火星土壤含有丰富水分，表明在火星上进行人类探测的可能性大幅增加。最近的任务包括火星大气与挥发物演化任务和毅力号火星探测器。
除此之外NASA的行星探索任务还包括探索水星的信使号，探索小行星带、外太阳系和太阳系外部的先驱者10号和11号，以及旅行者计划，还有探索冥王星和柯伊伯带的新视野号。

### 弊案
美國司法部調查顯示在1996至2015年間一家挪威外包公司「Sapa Extrusions」（後改名Hydro Extrusion）長達20年零件造假，提供劣質產品給NASA而居然品管部門也都驗收通過，造成巨大隱患，實質上也導致兩次金牛座（Taurus XL）小型运载火箭发射失败，轨道碳观测卫星（OCO）及“荣耀”科研卫星（Glory）毀滅，导致损失7亿美元之巨，最終總署零件测试实验室主管入狱三年。
该公司伪造测试结果，为火箭整流罩外壳部分提供残次铝材。两次发射中火箭要無法脱离整流罩和无法分离载荷。火箭穿过大气层后，整流罩会接收指令自动脱落，随后分离载荷入轨若無法分離則等於攜帶額外重量耗損燃料，無法進入高度，衛星要放出時也被擋住無法放出。2015年Sapa Extrusions承认自己伪造测试结果，然而拒不承担火箭失败责任直到对该公司铝件进行独立测试，发现强度不达标，才定罪，但此現象已經隱瞞20年之久未被發現其偷工減料，顯見太空總署管理嚴謹度鬆散混亂。

### 现状与将来

NASA的「蠕蟲」標誌，曾於1975年至1992年間使用，在2020年重新启用为辅助标识

包括马克·韦德（Mark Wade）在内的一些评论家指出，NASA在载人飞行的计划中陷入了停滞不前的状况。美国政府花费数十亿美元完成的阿波罗计划以及土星计划中使用的航天器自1970年起就不再被使用。虽然阿波罗计划结束之后NASA的财政预算被大幅缩减，但机构内的官僚作风却没有改变，导致严重的铺张浪费，而且器械也没有保持在最佳状态。

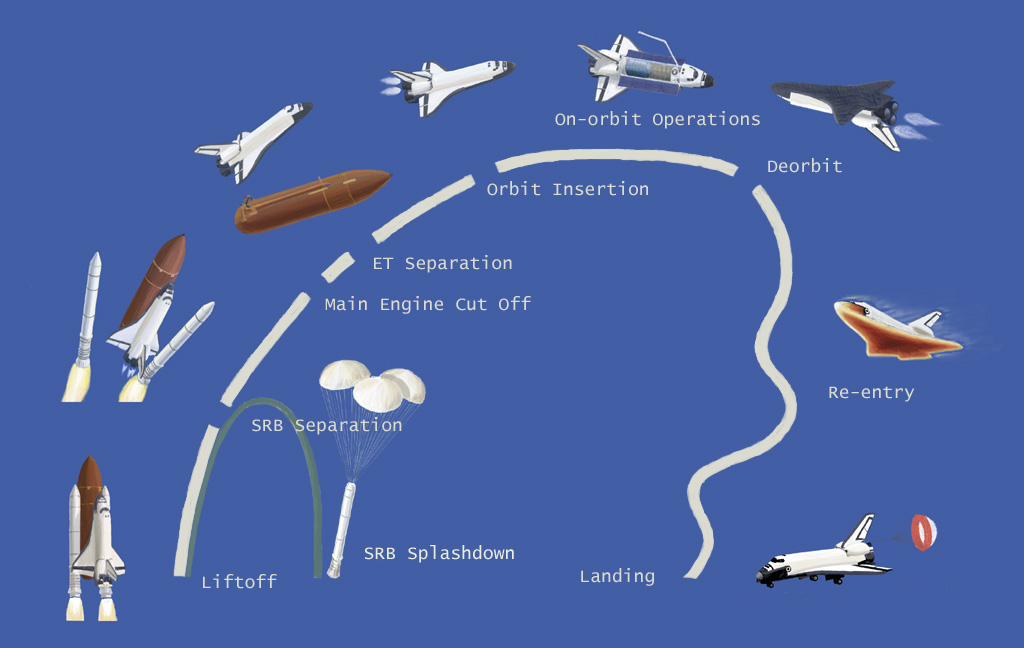
太空梭計畫

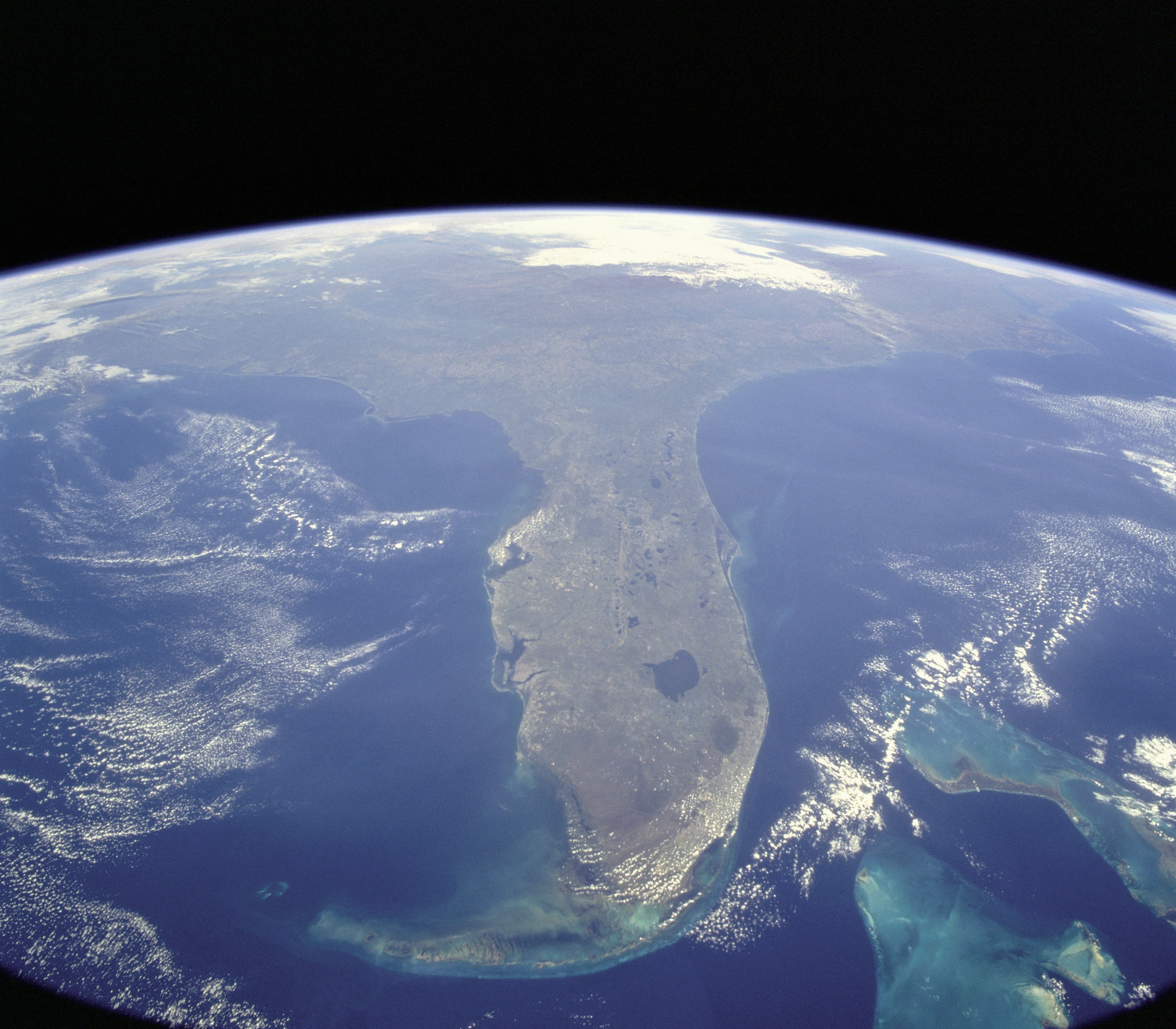
美国佛羅里达州：摄于NASA航天计划（STS-95），1998年10月31日

NASA计划出现的问题导致国际空间站计划停滞不前。按照原计划，国际空间站在2005年应达到七名宇航员的配置，但起初却只有最基本的两名，以致很多计划中的研究项目被推迟。其他在国际空间站的项目上投了巨资（比如欧洲空间局）的国家因此担心国际空间站会像太空实验室一样以失败告终。同时，欧洲国家和日本对国际空间站的贡献也已经落后于时间表。
NASA目前不考虑建造新的替补航天飞机，而是转而研发新的奧賴恩计划。NASA的载人航天计劃依靠的仍是航天飞机，但當2011年機隊退役之後，美國已經不能將人送入宇宙，而需要仰賴俄國。航天飞机担任的任务包括为在建的国际空间站运送主要的建築构件和材料。在1986年和2003年的两次重大事故中，已有两架航天飞机被毁，导致14位航天员死亡。其中，1986年失事的挑战者号原本是一架作為測試用途的航天飞机。而2003年的哥伦比亚号则造成美国国内对航天飞机未来的信心大减。因而導致了外包廠商的機會，目前為止SpaceX是一個未來的機會，將能讓美國人重新坐上美國製造的太空船，回到近地軌道。
2004年，美国政府提出了代替宇宙飞船的机组探测飞行器计划，以允许航天局再次将宇航员送至月球。此计划后来演变为後來的猎户座飞船计划。
2020年，美国太空总署新一代火星探测车「毅力」号搭乘「擎天神5」号运载火箭升空，约2021年2月抵达火星。探测器负责寻找古老微生物，并会在火星测试无人机。
預計將於2021年，NASA跟加州科技公司合作研發的「空中的士」（SkyTran）將會正式投入服務，屆時冀望可紓援城市交通過於擠塞的問題。
美國東部時間2021年2月18日下午3：55分，NASA噴射推進實驗室的任務控制中心宣布，火星探測車「毅力」號成功在火星Jezero Crater著陸。

## 预算

NASA从1958年到2012年的预算占联邦预算的百分比

在1966年阿波罗计划期间，NASA在联邦总预算中的份额达到顶峰，约为4.41%。在1975年迅速下降到约1%，并保持在该水平附近，直到1998年。然后比例逐渐下降，直到2006年再次持平，约为半数（在2012年估计为0.48%）。在2012年3月美国参议院科学委员会的一次听证会上，科学传播者奈爾·德葛拉司·泰森作证说：

现在，美国航空航天局的年度预算是你税收的半分钱。只要两倍——「一美元上的一分钱」——我们就能把这个国家从一个对经济斗争感到厌倦闷闷不乐的国家，转变为一个重新获得20世纪与生俱来明日梦想的国家。

## 现有计划和项目

### 无人任务

#### 行星科学任务
- 月球计划
  - 月球勘测轨道飞行器 (Lunar Reconnaissance Orbiter)
- 火星计划
  - 毅力号火星探测器 (Perseverance rover)
  - 好奇号（Curiosity）
  - 火星大气与挥发物演化任务 (MAVEN)
- 木星计划
  - 朱诺号 (Juno)
  - 欧罗巴快船（Europa Clipper）
- 欧西里斯号（OSIRIS-REx）
- 冥王星计划
  - 新视野号（New Horizons）
- 旅行者计划

#### 天体物理学任务
- 哈勃空间望远镜（Hubble Space Telescope）
- 钱德拉X射线天文台（Chandra X-ray Observatory）
- X射线成像偏振探测器（Imaging X-ray Polarimetry Explorer）
- 尼尔·格雷尔斯雨燕天文台（Neil Gehrels Swift Observatory）
- 费米伽玛射线太空望远镜（Fermi Gamma-ray Space Telescope）
- 詹姆斯·韦伯空间望远镜（James Webb Space Telescope）
- 派克太陽探測器（Parker Solar Probe）

#### 地球科学任务
- 阿卡卫星 (Aqua， EOS PM-1 )
- 在轨碳观测台2号卫星（OCO-2）
- 重力回溯及气候实验卫星接续项目（ GRACE Follow-On ）

## 过去航天任务
- 载人飞行
  - X-15試驗機
  - 水星计划
  - 双子座计划
  - 太陽神计划
  - 天空实验室
- 月球计划
  - 游騎兵计畫
  - 月球勘测轨道飞行器
  - 月球轨道计畫
  - 测量员计畫
  - 克莱门汀号
  - 月球勘测者号
  - 月球矿藏制图
  - 月球侦查轨道器
- 水星计划
  - 水手10号
  - 信使号
- 金星计划
  - 水手2号
  - 水手5号
  - 水手10号
  - 先驱者金星计划
  - 麦哲伦
- 火星计划
  - 水手4号
  - 水手6号
  - 水手7号
  - 水手8号
  - 水手9号
  - 海盗1及2号
  - 火星观测者号
  - 火星探路者号
  - 火星气候轨道器
  - 火星极地着陆器
  - 火星环球测量者
  - 火星奥德赛号
  - 火星探测漫游者
  - 火星侦查轨道器
  - 凤凰号
  - 火星科学实验室
  - 火星2011
  - 天体生物学实验室
- 木星计划
  - 先驱者10号
  - 伽利略号
- 土星计划
  - 卡西尼-惠更斯号（与ESA一同进行）
- 多行星计划
  - 先驱者11号 – 土星和木星
  - 水手10号 – 金星和水星
  - 旅行者1号 – 木星和土星
  - 旅行者2号 – 木星，土星，天王星和海王星
- 小行星/彗星计划
  - NEAR舒梅克号
  - 深空1号
  - 星辰号
  - 深度撞击号
  - 曙光号
- 宇宙天文台（大型軌道天文台計畫）
  - 康普顿伽瑪射线天文台
  - 斯皮策太空望远镜
- 其他
  - 冥王星-古柏帶特快車（已取消，由新地平线号代替）
  - 太阳神号

### 相关机构
- 欧洲空间局
- 印度空间研究组织
- 宇宙航空研究開發機構
- 俄羅斯航太
- 中国国家航天局
- 美國太空軍